# Burg Bramsche (Lingen)
Die Burg Bramsche ist eine abgegangene spätmittelalterliche Burg der Herren von Langen im Zentrum des Ortsteils Bramsche der Stadt Lingen (Ems) im niedersächsischen Landkreis Emsland.
Die Burg Bramsche lag im Zentrum des heutigen Dorfes nahe der Kirche. Ihre Ersterwähnung erfolgte 1331, als sie Rudolf von Langen gehörte. Da er mit der Stadt Osnabrück in Fehde lag, wurde er in diesem Jahr auf der Burg von den Bürgern der Stadt belagert. In den nächsten Jahrzehnten wird die Burg in den Schriftquellen nicht mehr erwähnt. 1419 erscheint sie im Besitz des Florenz von Grüter. Durch Heirat gelangte sie 1551 an Otto von Grothaus zu Kronenburg. Auch dieser begann 1557 eine Fehde mit der Stadt Osnabrück, in deren Zuge die Burg 1558 zerstört wurde. Die Burg wurde nicht wieder aufgebaut, sondern Otto von Grothaus verlegte seinen Sitz an die Stelle des heutigen Guts Spyck an der Aa.